# Angelo Maria Monticelli
Angelo Maria Monticelli (Milano, 1710 circa – Dresda, 1758 o 1764) è stato un cantante castrato italiano.

## Biografia
Angelo Maria Monticelli nacque a Milano intorno al 1710 e fece il suo debutto a Venezia nel 1728, quando cantò ne Le due rivali in amore di Tomaso Albinoni. Successivamente si esibì in diverse città italiane, tra cui Treviso, Padova e Verona. Tornò a Cantare a Venezia nel 1731 e nel 1732, esibendosi accanto a Giovanni Carestini, Antonio Bernacchi e Faustina Bordoni. Parallelamente all'attività canora in patria, tra il 1732 e il 1740 fu anche membro della Wiener Hofmusikkapelle di Vienna.
L'esordio sulle scene londinesi risale al 1741, quando cantò nel pasticcio Alessandro in Persia. L'anno successivo ottenne un enorme successo ne L'Olimpiade di Giovanni Battista Pergolesi; il critico Charles Burney espresse un parere molto positivo sull'esibizione dell'aria "Se cerca, se dice", lodando le capacità canore e interpretative di Monticelli. Rimase a Londra per altri quattro anni, cantando nell'Alfonso (1744), La caduta de' giganti di Christoph Willibald Gluck (1746) e infine Antigono di Baldassare Galuppi (1746).
Di ritorno in Italia, nel 1746 cantò a Napoli con Regina Mingotti e poi ancora a Vienna. Nel 1753 fu ingaggiato da Johann Adolf Hasse per l'opera di corte a Dresda, dove trascorse gli ultimi anni della sua vita. Secondo una lettera di Metastasio morì nel 1758, mentre altre fonti suggeriscono che morì nel 1764.